# گرایفنشتاین
گرایفنشتاین (به آلمانی: Greifenstein) یک شهر در آلمان است که در لان-دیل واقع شده‌است. گرایفنشتاین ۷٬۲۳۰ نفر جمعیت و 67.43 کیلومتر مربع مساحت دارد.